# Fondukistan

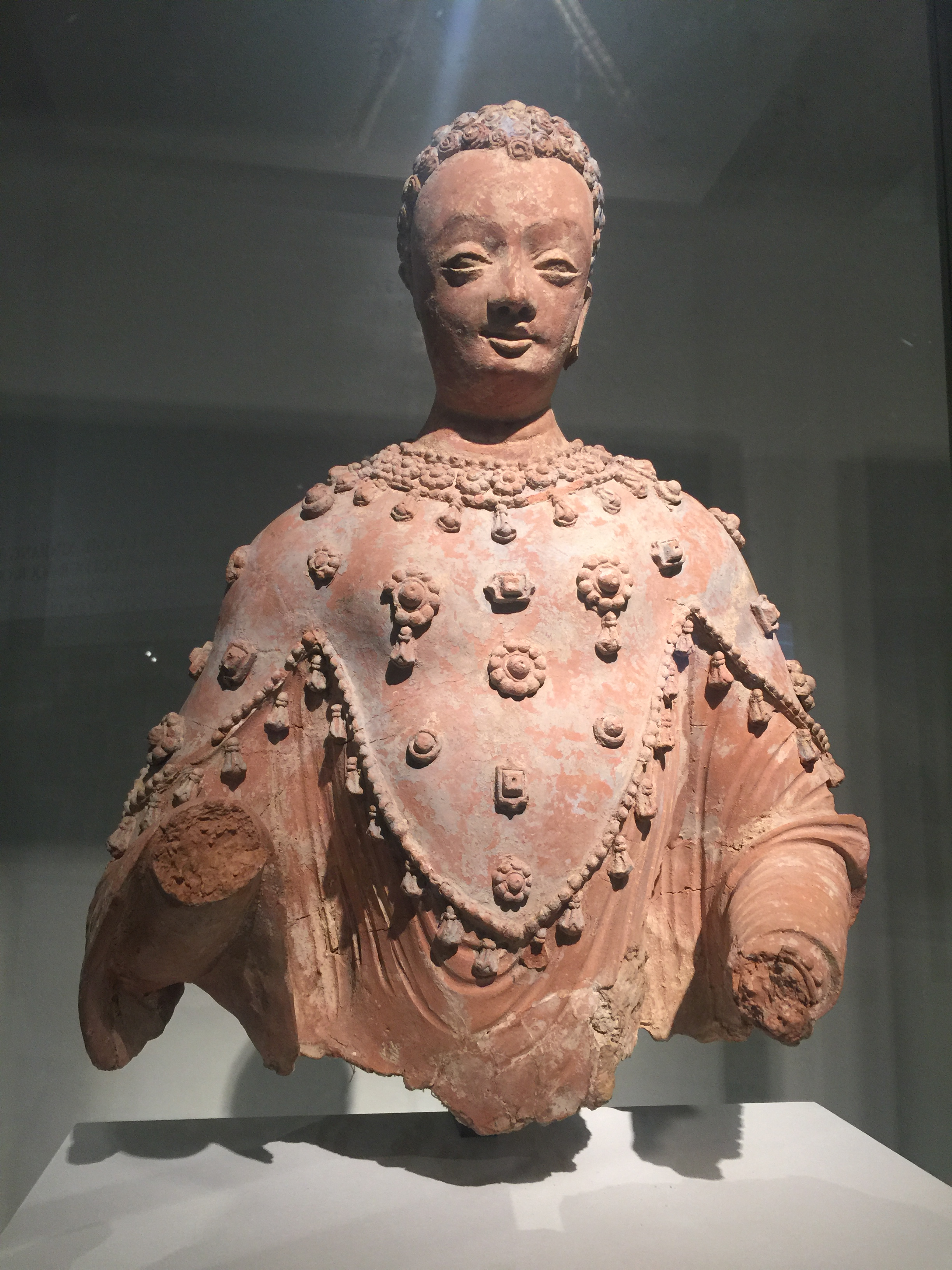
Fondukistan – Torso einer stehenden Buddha-Statue (7. Jh.) mit orientalischem Schulterüberwurf (camail)

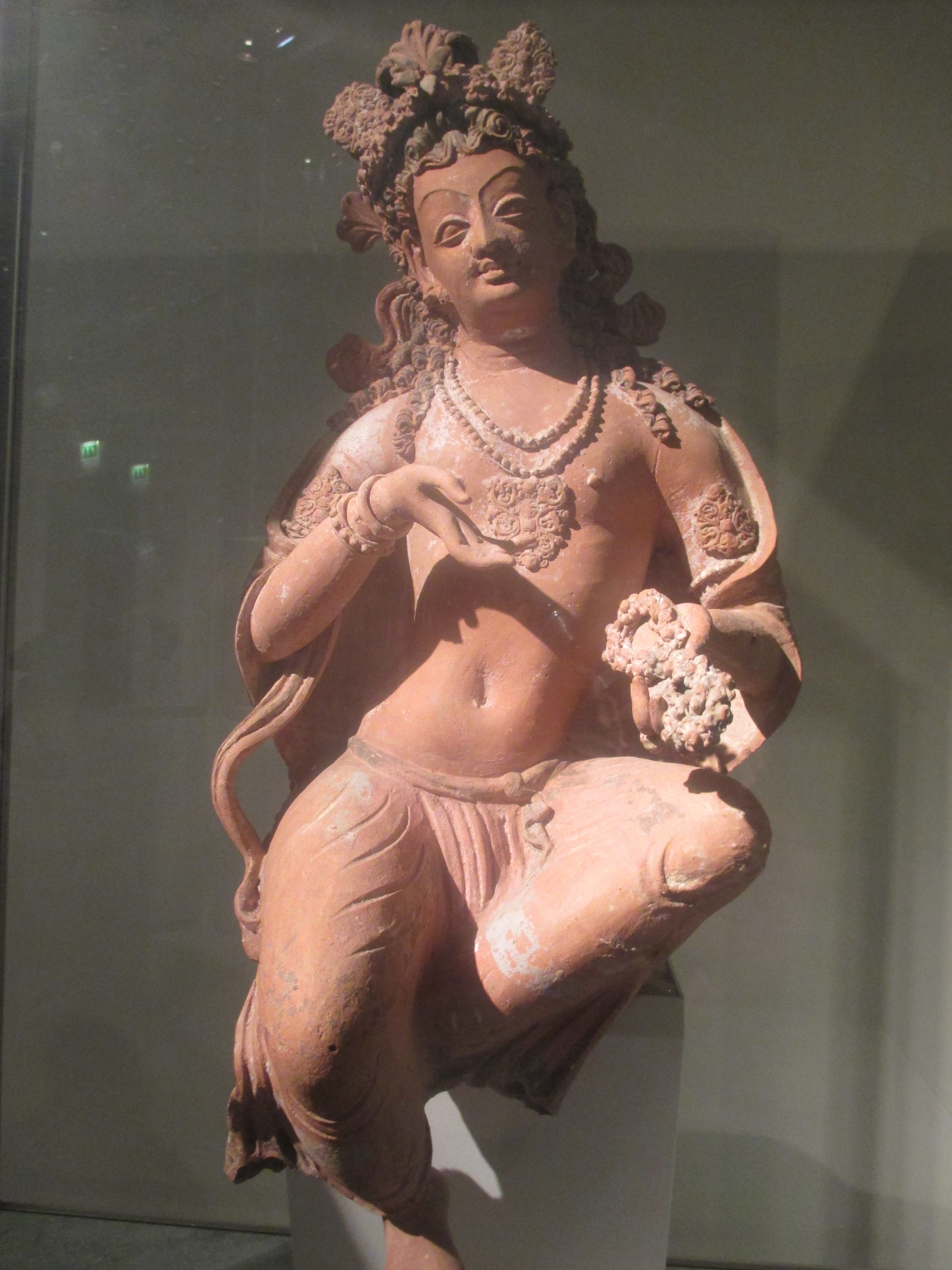
Bodhisattva-Statue

Fondukistan oder Fonduqestan ist ein kleiner Ort mit einem ehemaligen buddhistischen Kloster (vihara) im Ghorband-Distrikt der Provinz Parwan im Norden Afghanistans. Er ist bekannt – wie auch das ca. 150 km südöstlich gelegene Hadda – wegen der hier gemachten, künstlerisch wertvollen Skulpturenfunde.

## Lage
Der ca. 1000 m hoch gelegene und etwa 115 km in nordwestlicher Richtung von Kabul entfernte Ort Fondukistan liegt auf einem Hügel ca. 4 km südlich der durch das Ghorband-Tal führenden Nordroute von Kabul ins Bamiyan-Tal.

## Geschichte
Aus Münzfunden konnte eine relativ späte Entstehungszeit des Klosters im ausgehenden 7. Jahrhundert erschlossen werden. Da sich in dieser Zeit im Norden Afghanistans bereits chinesische Einflüsse der Tang-Zeit breit machten (z. B. in Tapa Sardar), wurde der hiesige Stil mit diesen in Verbindung gebracht, was aber im Einzelnen kaum nachzuweisen ist. Man kann vermuten, dass das Kloster von Fondukistan nur kurze Zeit existiert hat und bereits im 8./9. Jahrhundert aufgegeben und/oder zerstört wurde.
Erst im 19. Jahrhundert fand ein britischer Offizier einige Münzen, doch unvollständige und schlecht dokumentierte Ausgrabungen, bei denen weder Vermessungsarbeiten durchgeführt noch Grabungsergebnisse publiziert wurden, fanden unter französischer Leitung erst in den Jahren 1936/37 statt.

## Architektur
Von den aus Lehmziegeln mit Schilf- oder Strohdächern errichteten Klostergebäuden ist nichts mehr erhalten. Zentrum der Anlage war wohl eine ca. 9 × 9 m große, wahrscheinlich nicht überdachte Chaitya-Halle mit einem mittleren Stupa und umgebenden Wandnischen, in deren Bereich die meisten Skulpturen gefunden wurden. Auch einige Bruchstücke von Wandgemälden konnten gerettet werden.

## Skulpturen
Die größtenteils aus ungebranntem Lehm gefertigten Skulpturen Fondukistans waren zum Teil bemalt und gehören zum Feinsten, was die buddhistische Kunst Indiens hervorgebracht hat. Neben den üblichen Buddha- und Bodhisattva-Figuren finden sich zahlreiche Begleitfiguren. 

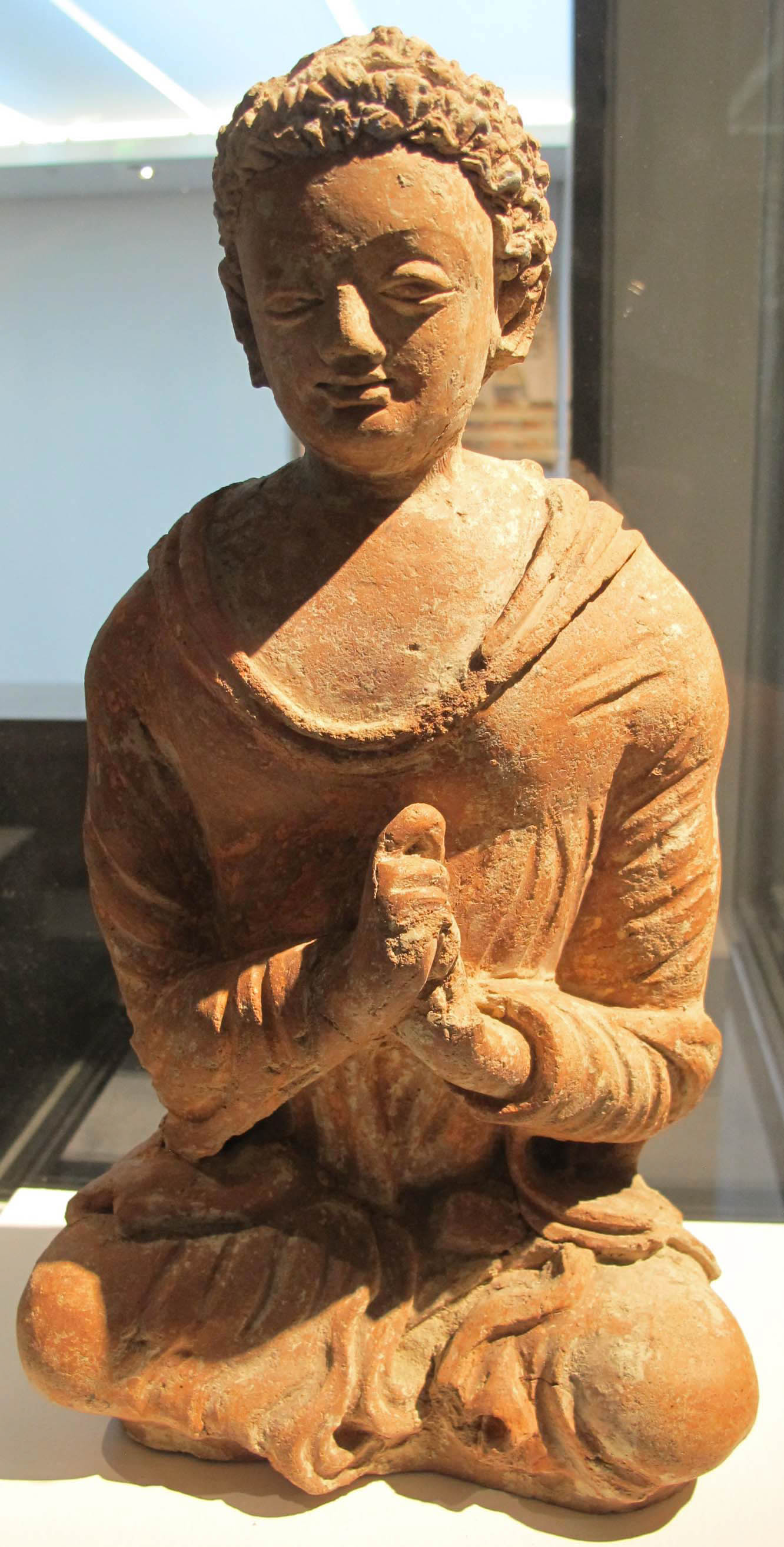
Sitzende Buddha-Statue
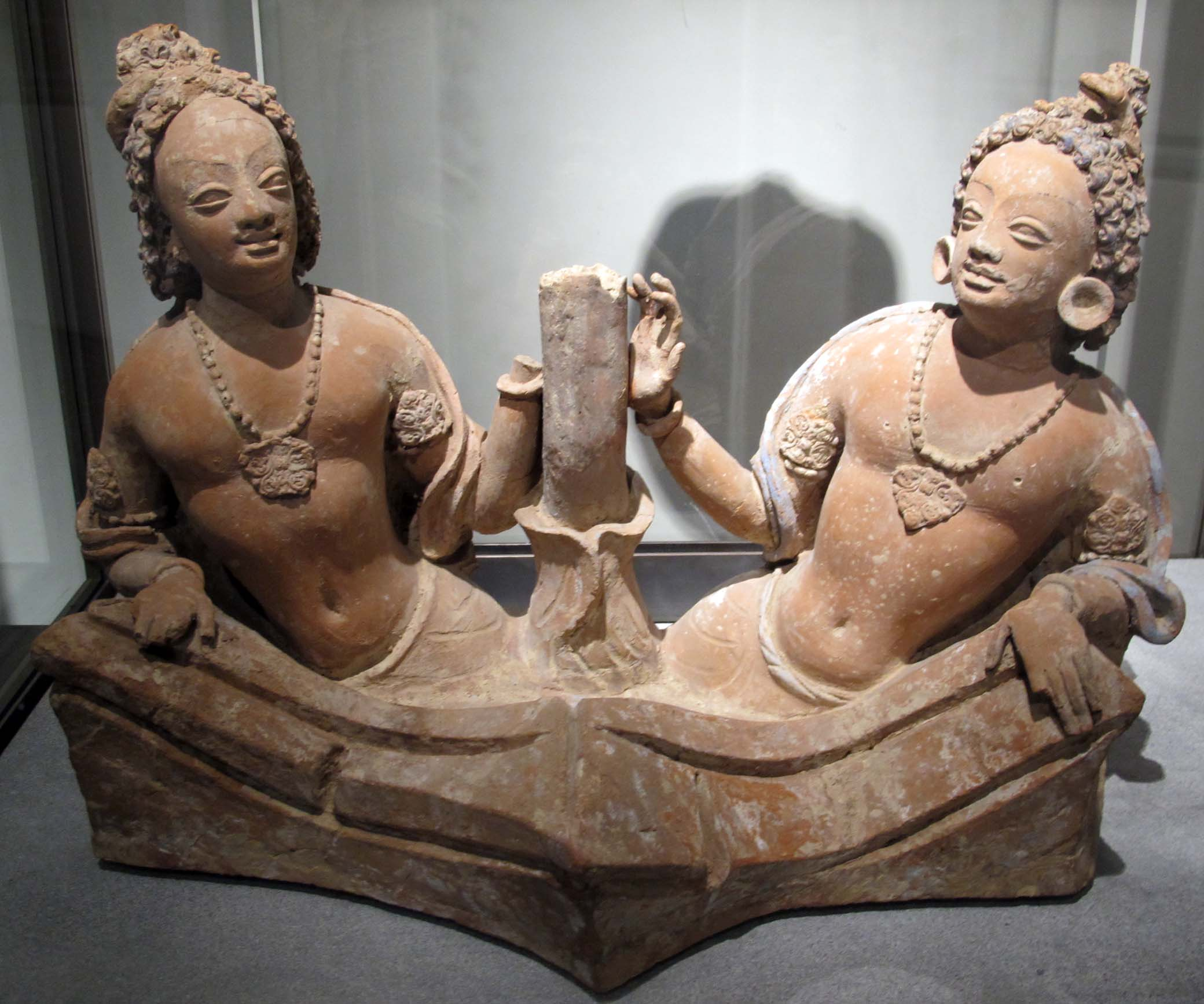
Naga-Könige in einem Lotosbecken
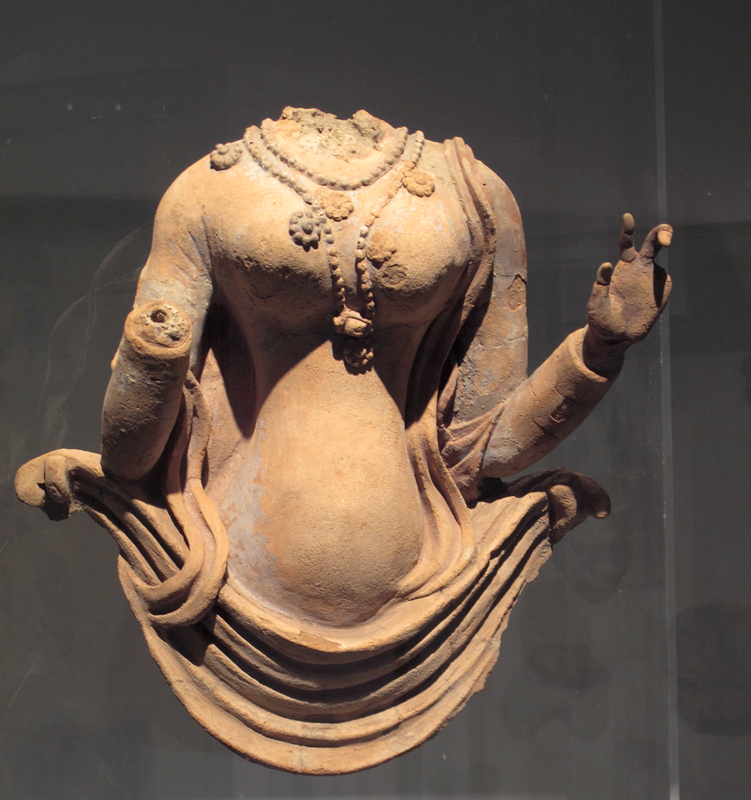
Weiblicher Torso
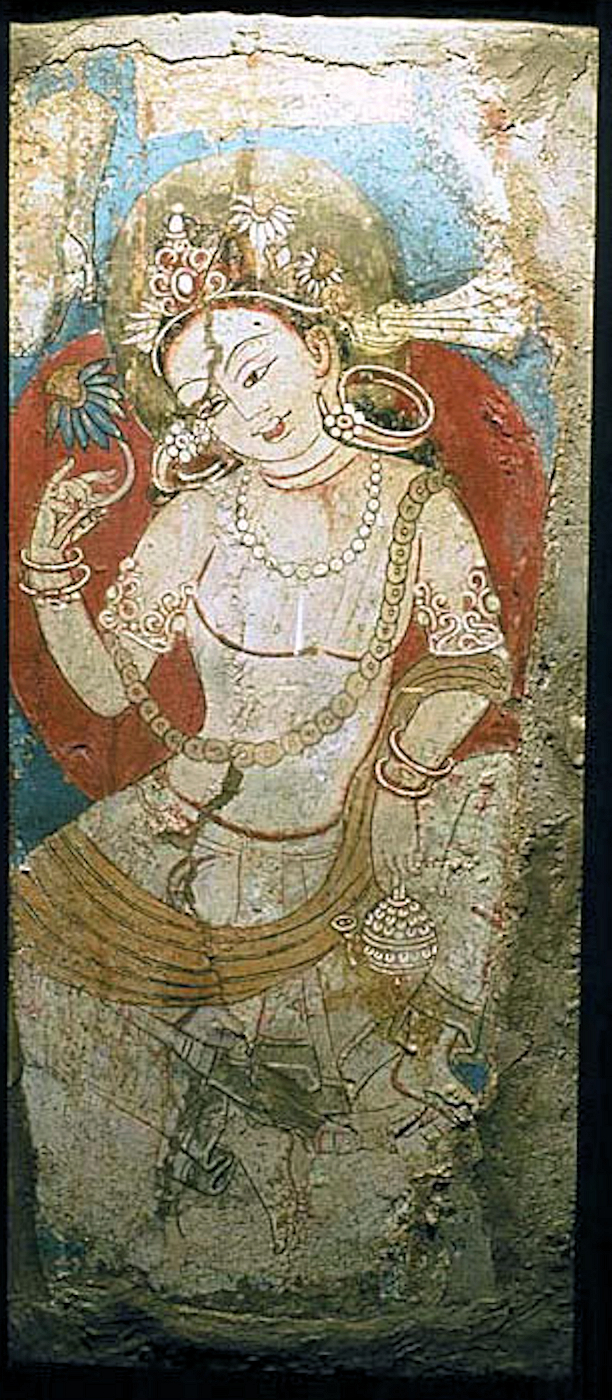
Bodhisattva Padmapani – Wandmalerei
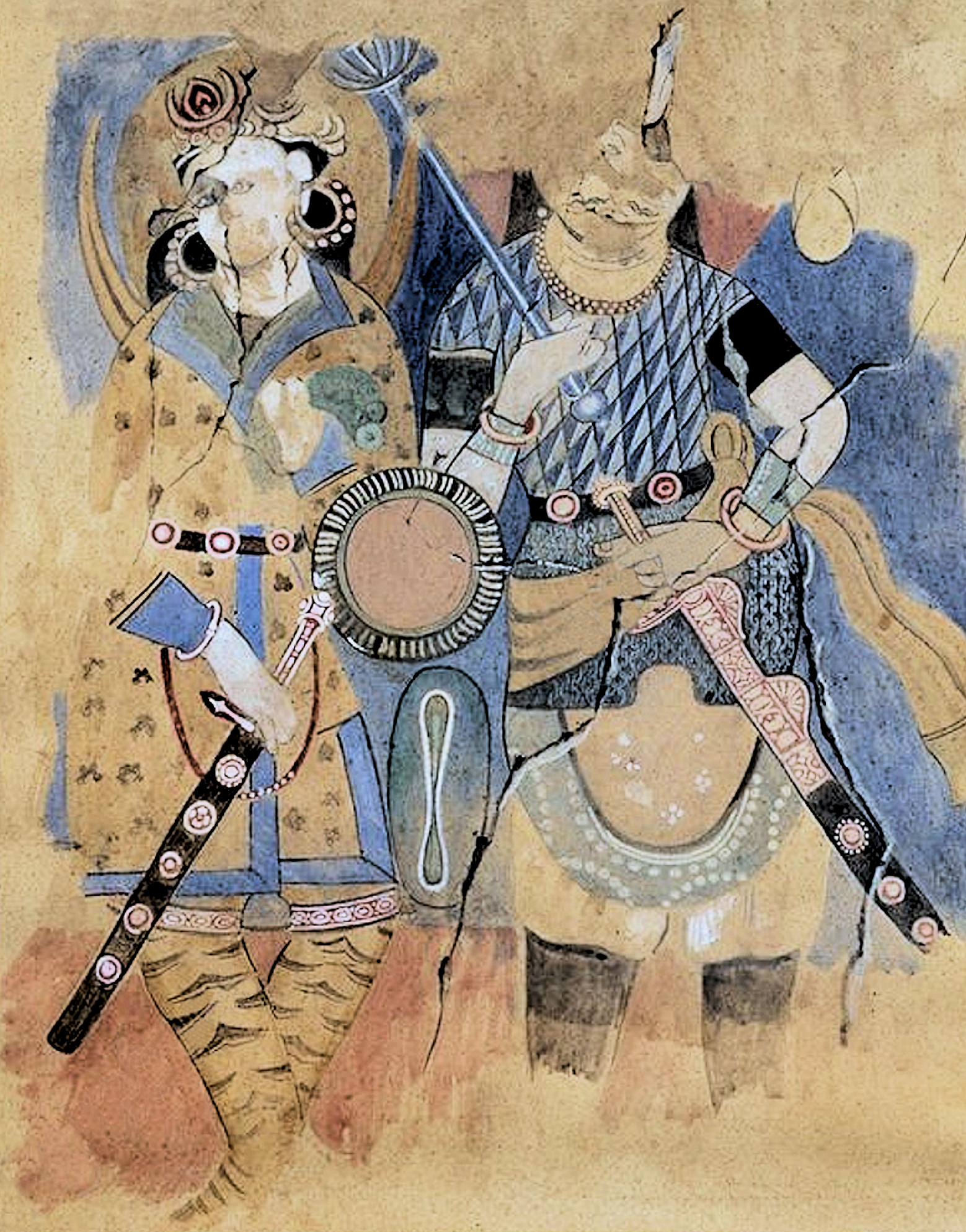
Herrscher und Krieger
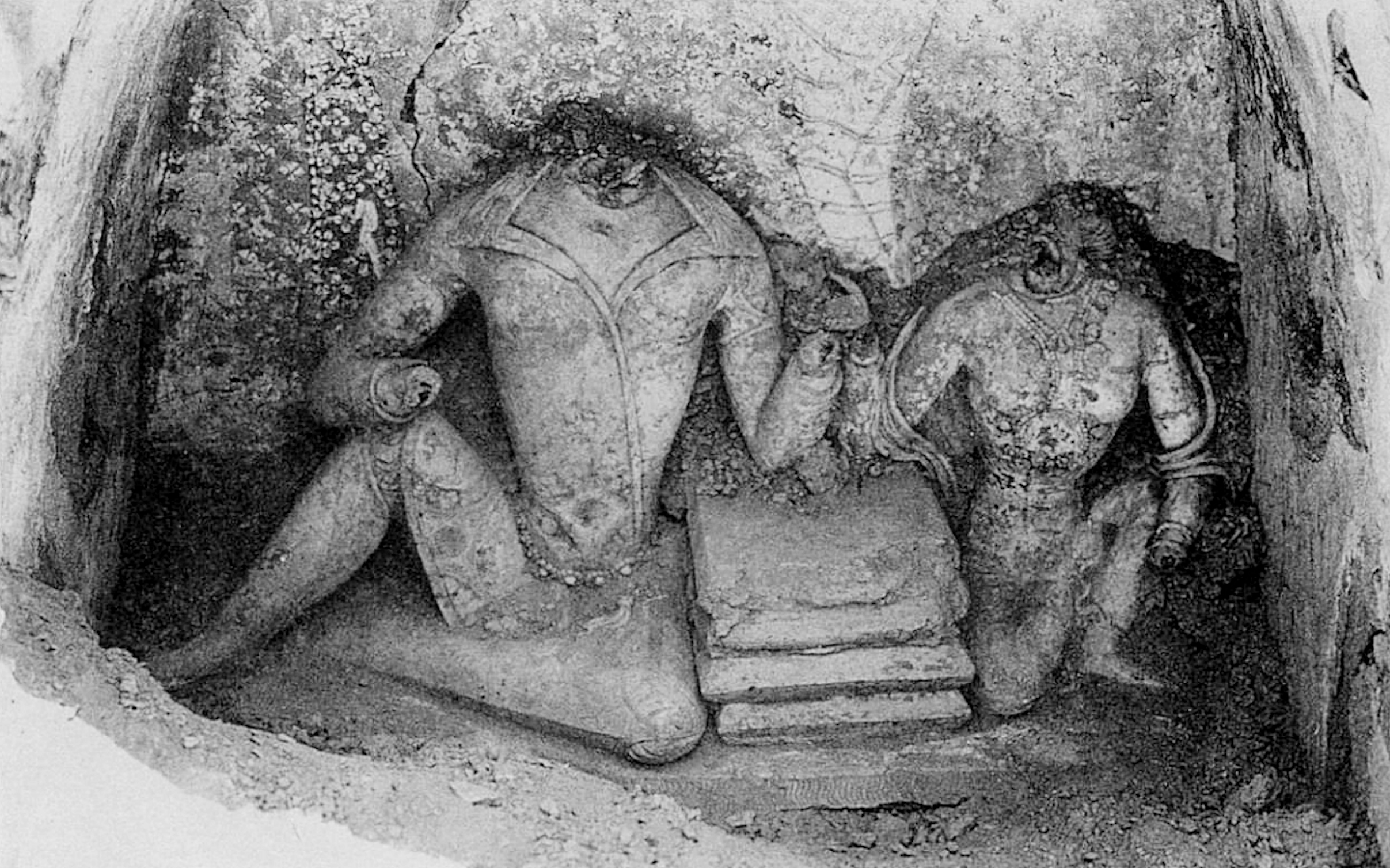
Königspaar in einer Wandnische (Foto 1937)